# 405

## Nașteri
- dată necunoscută: Ricimer  (d. 472)

## Decese
- dată necunoscută: Ioan cel Pitic  (n. 339)